# Dick Binnendijk

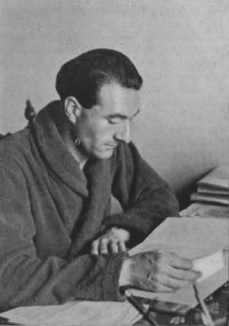
D.A.M. Binnendijk

Dirk Adrianus Michel (Dick) Binnendijk (Leiden, 12 oktober 1902 – Amsterdam, 1 juni 1984) publicerend als D.A.M. Binnendijk en soms onder het pseudoniem Dirk Nolting, was een Nederlandse docent, dichter en literatuurcriticus.

## Leven en werk
Binnendijk groeide op in Zutphen, waar hij het gymnasium doorliep. Van 1921 tot 1928 studeerde hij geschiedenis en Nederlands aan de Gemeente Universiteit in Amsterdam. Daar raakte hij bevriend met zijn jaargenoot Menno ter Braak en kwam hij in contact met veel jonge schrijvers uit die tijd.  Binnendijk was verbonden aan Propria Cures, was mederedacteur van het literair tijdschrift De Vrije Bladen (1926-1931), was kunstredacteur bij De Telegraaf (1927) en schreef voor het blad Rythme (1927-1928).
Hij ging in 1928 als docent Nederlands werken op Het Baarnsch Lyceum en daarna in Amsterdam aan het Vossius Gymnasium (1931-1941) en het Barlaeus Gymnasium (1941-1945). Onder zijn leerlingen op het Vossius waren David Koker, H.A. Gomperts, Hanny Michaelis en de broers Karel en Gerard van het Reve. In die periode publiceerde hij dichtbundels en schreef hij poëziekritieken in de Nieuwe Rotterdamsche Courant.
D.A.M. Binnendijk speelde met Martinus Nijhoff een belangrijke rol in de 'vorm-of-vent-discussies', waarbij hij tegen Menno ter Braak en E. du Perron de autonome positie verdedigde van het kunstwerk, dat volgens hem losstaat van de persoon van de auteur. Ter Braak viel zijn opvattingen aan in een befaamd geworden artikel Prisma of dogma?, dat een reactie was op de bloemlezing Prisma die Binnendijk in 1930 had samengesteld. Daarin had hij het begrip 'vormkracht' gebruikt als selectiecriterium. Ter Braak bracht daartegen in dat er geen onderscheid meer kon zijn tussen eerste- en tweederangs poëzie als vormkracht werd gesteld boven persoonlijkheid en oorspronkelijkheid. Het leidde tot een tijdelijke verwijdering tussen de vrienden Binnendijk en Ter Braak.
Na de Tweede Wereldoorlog werd Binnendijk hoofd van de afdeling kunstzaken van de gemeente Amsterdam. Zijn eigen creatieve werk kwam toen enigszins op het tweede plan. Wel zat hij in de redactie van Kroniek van Kunst en Kultuur (1949-1966).
Binnendijk had vanaf 1924 een langdurige relatie met de schrijfster en critica Emmy van Lokhorst. Hij huwde in 1929 met journaliste Magdalena Geertruida "Leny" Paauw (1900-1996), die in hun literaire vriendenkring bekendstond als "Enny", die van 1919 tot 1928 getrouwd was met journalist Chris de Graaff (1890-1955) en met wie zij een zoon had.
De dichteres Hanny Michaelis beschrijft uitvoerig en diepgaand haar relatie tot Binnendijk in haar postuum uitgegeven oorlogsdagboeken.

### Bloemlezing
Binnendijk verzorgde de veertiende tot negentiende druk van de bloemlezing Dichters van dezen tijd.